# 轟貝塚

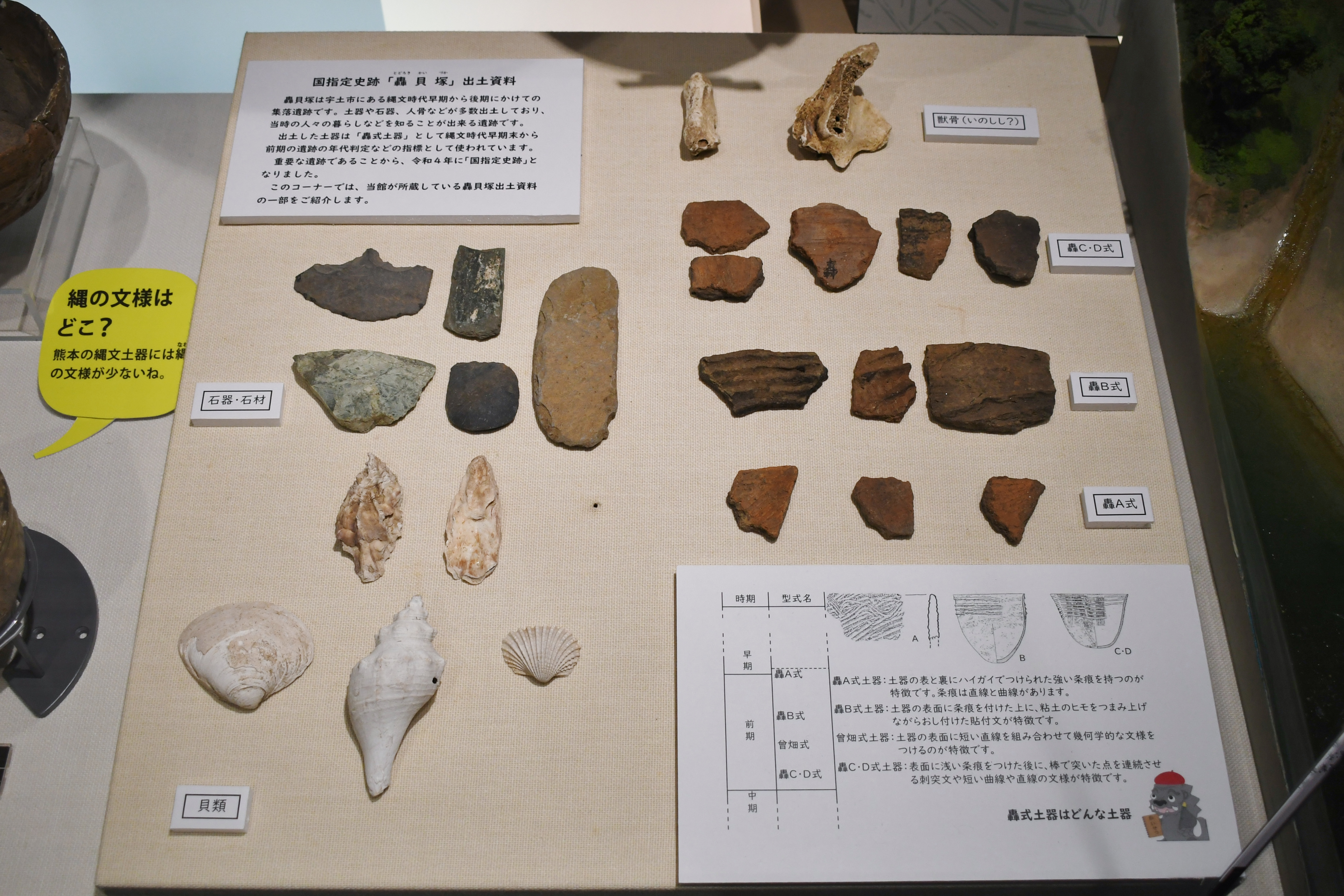
出土品熊本博物館展示。

轟貝塚（とどろきかいづか）は、熊本県宇土市宮庄町にある縄文時代の貝塚遺跡。国の史跡に指定されている。

## 概要
縄文時代前期に九州地方を中心に分布した、「轟式土器」の標式遺跡である。ただ、はっきりとした遺跡の範囲は不詳。見つかった貝片や土器片は細かく砕けている。この貝塚からは、縄文時代の埋葬人骨も発見されていることも、特筆に値する。轟水源の近くにあり、遺跡が連綿と続くことに関連していると考えられている。